# Kayumas (Arjasa)
Kayumas is een bestuurslaag in het regentschap Situbondo van de provincie Oost-Java, Indonesië. Kayumas telt 5708 inwoners (volkstelling 2010).